# 新書太閤記
『新書太閤記』（しんしょたいこうき）は、吉川英治の歴史小説。

## 概要
読売新聞に1939年1月1日から1945年8月23日まで『太閤記』の題で連載されたが、中断した。単行本は新潮社から『新書太閤記』の題で1941年から1945年にかけて9巻まで刊行された。その後、『続太閤記』の題で中京新聞他複数の地方紙に1949年に発表。『太閤記』『続太閤記』を合わせて一部書下ろしも含め、1950年から1951年にかけて六興出版部から全11巻で『新書太閤記』の題で刊行された。
豊臣秀吉の幼少時から、織田信長に仕え、ねねとの結婚、目覚ましい出世、本能寺の変を経て天下人になるまでの過程を描き、架空人物では幼少時に奉公した商家の若主人で日本人男性と中国人女性の両親を持つ於福などが登場する。徳川家康との対決が強まる小牧・長久手の戦いの時点で物語は終了し、突如終わった印象を与える（実際の秀吉の生涯はそれから約15年続く）。作者が晩年の秀吉の行状を嫌ったためとされるが、異説として日本の敗戦が影響したという見解がある。その根拠に、1945年8月23日掲載分をもって作品がいったん中絶していること、および中田耕治が指摘しているように「吉川英治も、戦争に協力した作家の一人と見られて、戦後はほとんど沈黙していた。」ことが挙げられる。この点について葉室麟は次のように指摘している。「戦前生まれの作家って多かれ少なかれ「戦争協力」せざるを得なかった、これはある意味当然のことだと思います。吉川さんについて言えば『新書太閤記』で豊臣秀吉を書いているのですが、「小牧・長久手の戦い」が終わったあたりでフッと終わっていきます。何が起きたかというと、そこで日本が戦争に負けたんです。」。実際に吉川は日中開戦後の1937年に東京日日新聞の従軍記者としていち早く中国に行き「迷彩列車」という戦争文学を発表して戦争に協力している。中島岳志は吉川がもともと戦争協力に積極的だったことを指摘しており、呉座勇一は秀吉の「唐入り（朝鮮出兵）」を大日本帝国軍に先駆けた壮挙として描くという吉川の構想が大日本帝国の敗戦によって破綻したために筆を置かざるを得なくなったと指摘している。

## 映像化作品

### 映画
- 新書太閤記 流転日吉丸 (1953年、監督：萩原遼、主演：市川右太衛門)
- 新書太閤記 急襲桶狭間 (1953年、監督：松田定次、主演：市川右太衛門)
- 太閤記 (1958年、監督：大曾根辰保、主演：高田浩吉)

### テレビドラマ

#### 1959年版
1959年に小説と同名のドラマが放送された。『源義経』（南郷京之助主演版）に続く「日本歴史シリーズ」の第2作。制作は毎日放送。主演は1953年版映画に主演した石井一雄。小野登の監督デビュー作。
関東地区は1959年5月8日から同年7月31日まで、NET（現：テレビ朝日）の毎週金曜19:30 - 20:00（JST）に放送。毎日放送側では金曜19:00 - 19:30（JST）で放送、放送期間は不明。

##### キャスト
- 石井一雄
- 花房錦一
- 宮崎照男
- 尾上鯉之助
- 矢奈木邦二郎
- 東竜子
- 藤本錦之助
- 堀正夫
- 古石孝明
- 五味勝之介
- 高島新太郎
- 大月正太郎
- 浅野光男
- 石丸勝也
- 村居京之輔
- 円山栄子
- 西村幹男
- 和崎俊哉
- 嵐歌之介
- 伊東亮英

##### スタッフ
- 原作：吉川英治
- 脚本：田辺虎男ほか
- 監督：小野登ほか
- 制作：第二東映

| NET 金曜19時台後半枠 【日本歴史シリーズ】 | NET 金曜19時台後半枠 【日本歴史シリーズ】 | NET 金曜19時台後半枠 【日本歴史シリーズ】 |
| 前番組                                    | 番組名                                    | 次番組                                    |
| ----------------------------------------- | ----------------------------------------- | ----------------------------------------- |
| 源義経 （南郷京之助版）                   | 新書太閤記 （1959年版）                   | 大楠公                                    |

#### 1973年版
1973年5月2日から1973年9月26日にかけて、NET（現：テレビ朝日）系列にて小説と同名のドラマが放送された。NETでは14年振りのドラマ化で、唯一の1時間作品となった。このドラマは東映東京撮影所の製作による。
当時の人気俳優・人気アイドルを抜擢して話題を呼んだが、同時期に同じ時代・舞台設定で大河ドラマ『国盗り物語』が放送されていた影響か、視聴率的には振るわなかった。番組タイトル（題字）を当時の内閣総理大臣でもあった田中角栄が書いている。

##### キャスト
- 豊臣秀吉：山口崇
- 織田信長：高橋悦史
- 明智光秀：中山仁
- 北政所（ねね）：山本陽子（同時期「国盗り物語」には小見の方役で出演）
- 徳川家康：河原崎長一郎
- 竹中半兵衛：田村正和
- 浅井長政：津川雅彦
- お市：藤浩子
- 蜂須賀小六：ハナ肇
- 渡辺天蔵（架空の人物）：渡辺篤史
- 前田利家：松山英太郎
- 森蘭丸：太田博之
- 大政所（なか）：沢村貞子
- とも：冨士眞奈美
- あさひ：岡田可愛
- 足利義昭：菅貫太郎
- 浅井久政：大坂志郎
- 浅野又右衛門：有島一郎
- 中川清兵衛：宍戸錠 （同時期「国盗り物語」には柴田勝家役で出演）
- 今川義元：観世栄夫
- 朝倉義景：仲谷昇 （同時期「国盗り物語」には土岐政頼役で出演）
- 明智光春：水谷豊
- やや（ねねの妹）：岡崎友紀
- 石田佐吉：林ゆたか
- 加藤虎之助：蟹江敬三
- 福島正則：原田大二郎
- 三好秀次：吉田次昭
- 茶々：斉藤浩子
- 明智玉：津山登志子
- 荒木村重：伊丹十三 （同時期「国盗り物語」には足利義昭役で出演）
- 安国寺恵瓊：金子信雄
- 黒田官兵衛：垂水悟郎
- 奥平貞昌：早川保
- 奥平美作守：大木実
- 織田信行：北川恵一
- 織田信広：川辺久造
- 斎藤義龍：山本紀彦
- 斎藤龍興：日高晤郎
- 斎藤利三：金田龍之介（同時期「国盗り物語」には土岐頼芸役で出演）
- 柴田勝家：小池朝雄
- 細川藤孝：平田昭彦
- 丹羽長秀：中丸忠雄
- 松永弾正：堺左千夫
- 武田勝頼：江原真二郎
- 武田信玄：神田隆
- 北条氏政：田中浩
- ゆう：武原英子
- 波多野秀治：睦五朗
- 尼子勝久：森次晃嗣
- 山中鹿之助：夏八木勲
- 鳥居強右衛門：若山富三郎 （特別出演）
- 清水宗治：大友柳太朗 （特別出演、同時期「国盗り物語」には武田信玄役で出演）

##### スタッフ
- 原作：吉川英治
- 監督：降旗康男、山崎大助
- 脚本：池田一朗、猪又憲吾
- 音楽：山本直純
- 題字：田中角栄

| NET系 水曜21時枠時代劇 | NET系 水曜21時枠時代劇 | NET系 水曜21時枠時代劇               |
| 前番組                 | 番組名                 | 次番組                               |
| ---------------------- | ---------------------- | ------------------------------------ |
| 長谷川伸シリーズ       | 新書太閤記             | 女・その愛のシリーズ ※同作のみ現代劇 |